# یواس‌اس چبویگان کانتی (ال‌اس‌تی-۵۳۳)
یواس‌اس چبویگان کانتی (ال‌اس‌تی-۵۳۳) (به انگلیسی: USS Cheboygan County (LST-533)) یک کشتی بود که طول آن ۳۲۸ فوت (۱۰۰ متر) بود. این کشتی در سال ۱۹۴۳ ساخته شد.